# Asghar Farhadi

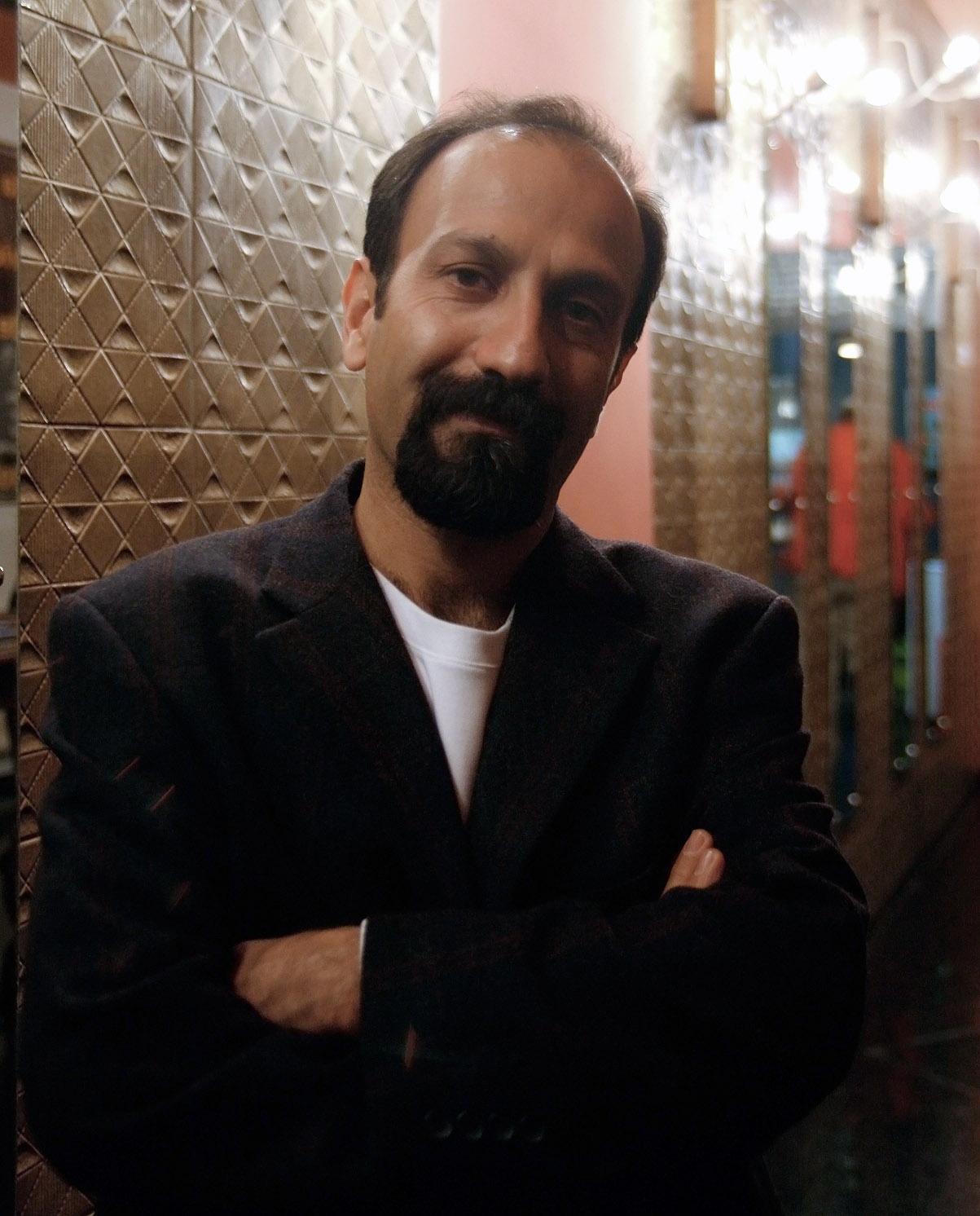
Asghar Farhadi zu Gast bei der Viennale 2009

Asghar Farhadi (anhörenⓘ persisch اصغر فرهادی; * 7. Mai 1972 in Homayunschahr, Provinz Isfahan) ist ein iranischer Drehbuchautor und Regisseur. Seine Kinofilme wurden bislang zweimal mit dem Oscar in der Kategorie Bester fremdsprachiger Film ausgezeichnet.

## Leben und Werk
Asghar Farhadi wurde am 7. Mai 1972 in Homayunschahr (heute: Chomeinischahr) geboren. Bereits als Jugendlicher drehte Farhadi erste eigene Filme auf 8-mm- und 16-mm-Film, verfasste Stücke für den Hörfunk und inszenierte Fernsehsendungen. Vor seiner Karriere als Filmregisseur studierte Farhadi ab 1991 in Teheran Theaterwissenschaft und ab 1996 Theaterregie. Thema seiner Bachelorarbeit war der englische Dramatiker Harold Pinter.
Farhadis Erstlingswerk Raghs dar ghobar gewann beim Internationalen Filmfestival Moskau den Film Critics Award und den Preis für den besten Hauptdarsteller. Farhadis zweiter Film Shahr-e ziba gewann beim Warschau Filmfestival 2004 (Bester Film), beim International Film Festival of India und beim Moskauer Faces-of-Love-Film-Festival. Es folgten weitere Auszeichnungen bei internationalen Film-Festivals.
2009 erhielt er bei den Internationalen Filmfestspielen in Berlin den Silbernen Bären für die beste Regie im Film Alles über Elly. 2011 gewann er für Nader und Simin – Eine Trennung den Goldenen Bären sowie im Anschluss zahlreiche weitere Auszeichnungen, darunter den Oscar und den Golden Globe Award für den besten fremdsprachigen Film.
Um einer Berufung in die Jury des größten iranischen Filmfestivals Fajr International Film Festival im Februar 2012 zu entgehen, brachten Farhadi und andere bekannte Persönlichkeiten aus der Filmbranche Entschuldigungen wie Auslandsreisen und Krankheit vor. Dies war eine neue Art von politischem Protest.
2012 wurde Farhadi in die Jury des Wettbewerbs der 62. Internationalen Filmfestspiele von Berlin berufen. Ein Jahr später erhielt er für das in Paris in französischer Sprache gedrehte Familiendrama Le passé – Das Vergangene seine erste Einladung in den Wettbewerb der 66. Internationalen Filmfestspiele von Cannes. Eine erneute Einladung folgte drei Jahre später für The Salesman, für den Farhadi den Preis für das beste Drehbuch erhielt. Bei der Oscarverleihung 2017 erhielt Farhadi für The Salesman seinen zweiten Oscar als bester fremdsprachiger Film. Aus Protest gegen Donald Trumps Dekret 13769 nahm der Filmemacher nicht an der Oscarverleihung teil.
2018 eröffnete der spanischsprachige Psychothriller Offenes Geheimnis (internationaler Titel: Everybody Knows), bei dem Farhadi für Regie und Drehbuch verantwortlich zeichnete, das 71. Filmfestival von Cannes. Drei Jahre später wurde er mit A Hero – Die verlorene Ehre des Herrn Soltani ein viertes Mal in den Wettbewerb um die Goldene Palme eingeladen, wo er mit dem Großen Preis der Jury die zweitwichtigste Auszeichnung gewinnen konnte. Im Jahr darauf wurde er in die Wettbewerbsjury des 75. Filmfestivals von Cannes berufen.
Nach der Premiere von A Hero – Die verlorene Ehe des Herrn Soltani in Cannes verklagte eine Studentin an einer Filmschule in Teheran Farhadi wegen Plagiats, er konterte mit einer Verleumdungsklage. 2024 wurde die Klage wegen Plagiats abgewiesen, auch Farhadis Klage wurde abgewiesen.

## Charakteristika des filmischen Werks

### Figuren
Farhadis Filme konzentrieren sich auf die Figuren und deren Beziehungen, die Bilder sind untergeordnet.
Die Figuren sind von einem mächtigen Schicksal abhängig, dessen Gesetze sie weder durchschauen noch beeinflussen können. Daher können sie sich nicht wie Helden verhalten, sondern werden zu Objekten. Sie können dem Leid nicht entfliehen: Es ist darin begründet, dass sie sich verantwortlich fühlen, moralischen Ansprüchen entsprechen wollen und daran scheitern. Der einzige Protagonist, der von seinem Unglück am Ende frei wird, ist Nazar in Tanz im Staub, und dies geschieht durch Zufall. Schurken sucht man in Farhadis Filmen vergebens, da die dargestellten Konfliktlagen eine eindeutige Beurteilung von Verhalten unmöglich machen.
Mit Feuerzauber (2006) verschiebt sich Farhadis Blick von der Unter- auf die Mittelschicht.

### Handlung
Wiederholt bezeichnete Farhadi den norwegischen Dramatiker Henrik Ibsen als wichtigste Leitfigur für seine Arbeit. Wie bei diesem, so greifen auch bei Farhadi alle Elemente ineinander. In Offenes Geheimnis (2018) wählte der Regisseur als Bild hierfür die rostigen Zahnräder der alten Kirchturmuhr zu Filmbeginn. Zumindest ab Feuerzauber(2006) bestimmen Vielschichtigkeit und Komplexität die Drehbücher von Farhadis Filmen, die zahlreiche Verwicklungen und Wendungen enthalten. Die Probleme der Figuren lassen sich weder eingrenzen noch auflösen. Vermeintliche Auswege ziehen immer neue Schwierigkeiten nach sich. Beispielhaft ist hierfür Alles über Elly (2009), bei dem gut gemeinte Lügen immer neue erzwingen und die Handlung wie auch bei anderen Filmen Farhadis in die Nähe eines Thrillers gerät.
Farhadis Kino wurde bereits als „Tragödie des Alltäglichen“ beschrieben, die mit Alltag beginnt und durch ein Problem ins Unalltägliche kippt. Mittelpunkt der Filme ist die Konfrontation der Figuren mit einer „moralisch unentscheidbaren Situation“. Fast jeder Figur wird die Gelegenheit eingeräumt, die Gründe für ihr Handeln darzustellen. Die Protagonisten stürzen nicht aufgrund subjektiver Schuld ins Unglück: Kein Weg führt aus der Sackgasse, eine freie Entscheidung ist nicht möglich.
Farhadis psychologischer Realismus kann als „schonungslos“ bezeichnet werden. Oft haben die Geschichten ihren Kern in Beziehungskonflikten, die bis dahin im Alltag nicht offengelegt wurden. Hieraus folgt, dass die Filme meist die Vergangenheit aufrollen müssen, damit die Gegenwart von dort her gedeutet werden kann. Nicht ein Ereignis wird ins Zentrum gestellt, sondern seine Mehrdeutigkeit wird thematisiert, damit das Publikum herausgefordert ist, sich ein Urteil zu bilden.

### Themen
Farhadi wurde als „Regisseur der Ehe“ bezeichnet: Ehekrisen finden sich ebenso wie Ehescheidung und – erfolglose – Eheanbahnung. Rituale wie Heirat oder Scheidung bieten Kulminatinspunkte, an denen gesellschaftliche und charakterliche Konflikte offenbar werden.
Szenen einer Ehe (1973) von Ingmar Bergman schätzte Farhadi sehr und bezog sich mit Nader und Simin – Eine Trennung (2011) darauf. Dort wird die Ehe als „gesellschaftliche[r] Aushandlungsraum inzeniert“, Bild und Sprache stehen zueinander in Spannung.

### Filmische Mittel
Da die Figurenbeziehungen im Zentrum stehen, nehmen Dialoge sehr großen Raum ein; es wird kaum je geschwiegen, und doch enthalten die Figuren einander wesentliche Informationen vor. Anders als die Kamera, die Sachverhalte zeigen kann, muss Sprache aber aushandeln, was als Realität gelten soll. Am Beispiel von Lügenkonstrukten zeigt sich der Unterschied der beiden Sphären besonders deutlich. Die Kamera könnte die Wahrheit sofort zeigen, doch Farhadi will keine „melodramatische Entlarvung“. Vielmehr fügt die Montage Bild und Sprache aneinander und lässt innere Gegensätze erkennbar werden. Das schrittweise Aufdecken von Idealisierungen und Verleugnungen zeigt die gesellschaftlichen Normen, die dahinter stehen. Der Zerfall der Lügen und Halbwahrheiten kann erst nach und nach durch sprachliches Aushandeln kommen.
Der Blick wird durch Bildstrategien wie Framing und Schärfedifferenz auf die Konfliktbereiche gelenkt, ist aber mit Hilfen für die Beurteilung der Dilemmata sehr zurückhaltend. Farhadi äußerte, es sei ihm wichtig, keine Kritik an den Figuren zu üben und dem Publikum das Urteil zu überlassen. Dabei wird nicht die fotografische Sphäre, sondern das Theaterähnliche betont. Während Nahaufnahmen in Tanz im Staub (2003) für den Verlauf der Handlung und ihre Elemente noch über eine eigenständige Bedeutung verfügten, mussten sie schon ein Jahr später, ab Die schöne Stadt (2004), eine Funktion für das Geschehen haben und waren nicht mehr als selbständige Filmelemente zu sehen. Die Handlung führt in Farhadis Filmen zu den Bildern, nicht umgekehrt.

## Weitere Auszeichnungen
- 2021: Internationale Filmfestspiele von Cannes: Großer Preis der Jury
- 2022: Werner Herzog Filmpreis

## Filmografie
| Jahr | Deutscher Titel                               | Originaltitel                     | Transkription              |
| ---- | --------------------------------------------- | --------------------------------- | -------------------------- |
| 2003 |                                               | رقص در غبار (dt. „Tanz im Staub“) | Raghs dar ghobar           |
| 2004 |                                               | شهر زیبا (dt. „Die schöne Stadt“) | Schahr-e ziba              |
| 2006 | Feuerzauber                                   | چهارشنبه سوری                     | Tschahar Schanbe Suri      |
| 2009 | Alles über Elly                               | درباره الی                        | Darbareh-ye Elly           |
| 2011 | Nader und Simin – Eine Trennung               | جدایی نادر از سیمین               | Dschodai-ye Nader az Simin |
| 2013 | Le passé – Das Vergangene                     | Le Passé                          |                            |
| 2016 | The Salesman                                  | فروشنده                           | Foruschande                |
| 2018 | Offenes Geheimnis                             | Todos lo saben                    |                            |
| 2021 | A Hero – Die verlorene Ehre des Herrn Soltani | قهرمان                            | Ghahreman                  |